# 바버라 니컬스

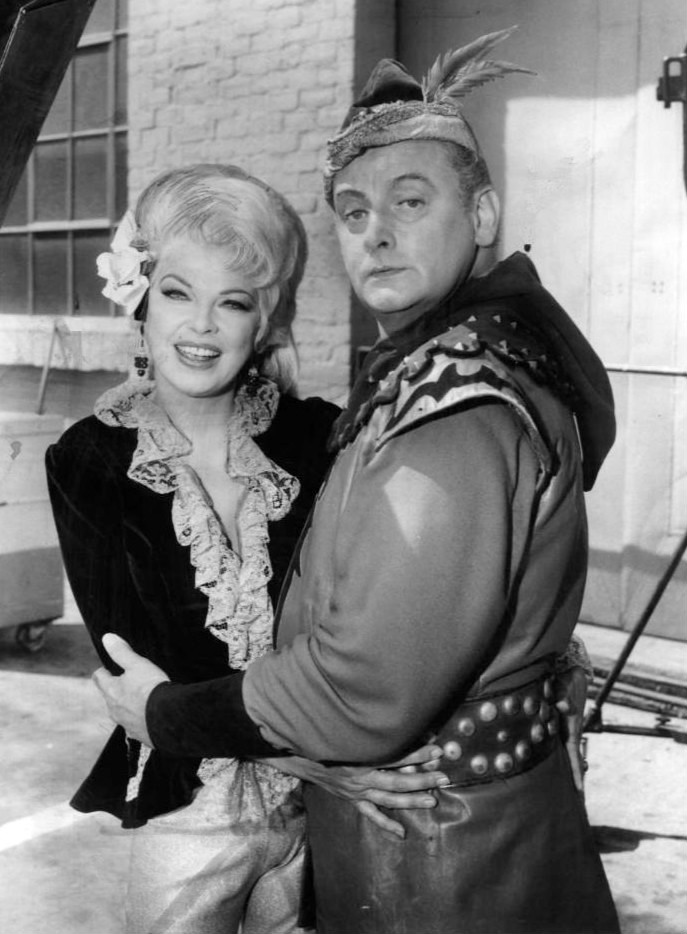

바버라 니컬스(영어: Barbara Nichols, 1928년 12월 10일 ~ 1976년 10월 5일)는 미국의 배우, 모델이다. 50~60년대 활동했다.
뉴욕 퀸스에서 태어났으며 할리우드에서 사망하였다. 뉴욕주에 매장되었다.

## 영화
- 포토그래퍼 (1974년) - Mrs. 와일드 역
- 찰리와 천사 (1973년)
- 더 파워 (1968년)
- 제12순찰대 (1968년)
- 배트맨 - 66년 TV 시리즈 (1966년)
- 더 휴먼 듀플리케이터  (1965년)
- 러브드 원 (1965년)
- 디어 하트 (1964년)
- 사고뭉치 간호조무사 (1964년)
- 루킹 포 러브 (1964년)
- 후 워스 댓 레이디 (1960년)
- 해변에서 생긴 일 (1960년)
- 우먼 옵세스 (1959년)
- 나자와 사자 (1958년)
- 파자마 게임 (1957년)
- 성공의 달콤한 향기 (1957년)
- 팔 조이 (1957년)
- 이유없는 의심 (1956년)